# Cultura di Pantalica
La cultura di Pantalica prende il nome dall'omonimo sito da cui si è diffusa questa cultura della preistoria siciliana.

## Caratteristiche culturali
La cultura di Pantalica si è diffusa in diverse parti della Sicilia, con una predilezione per località in posizione strategica, ad esempio un punto alto da dove controllare le varie fonti di sussistenza come pascoli, boschi e coltivazioni. Tale caratteristica insediativa coincide anche con i centri di Dessueri (Mazzarino CL), la Montagna di Caltagirone e Sabucina (Caltanissetta). Le capanne avevano un tetto di paglia e la pianta era ovale, circolare (Sabucina) o rettangolare, costruite con muretti in pietra dove venivano inseriti i pali che creavano l'ossatura del tetto (Lipari, Morgantina e Metapiccola di Lentini).

### Le facies
Nell'ambito della produzione di beni e prodotti la cultura di Pantalica è stata divisa in diverse facies. Quella di Pantalica sostituisce la cultura di Thapsos basata perlopiù da insediamenti costieri:
| Nome          | Epoca                              | Località | Produzione | Tombe |
| ------------- | ---------------------------------- | --- | --- | --- |
| Pantalica I   | bronzo recente 1270-1050 a.C.      | Necropoli nord e nord-ovest di Pantalica, parte della necropoli Pantalica sud, necropoli della Montagna di Caltagirone, Dessueri e le capanne di Sabucina, Rivettazzo (Sortino) e altri siti minori. | Ceramica di colore rosso lucido creata a tornio ad alto piede, fibule ad arco o a corda di violino, richiamo all'arte micenea come per gli specchi circolari, i coltellini con manico fuso insieme alla lama, spade e rasoi. Le decorazioni sono a coppie di linee incise. Questa facies è definibile come l'evoluzione di quella di Thapsos. | Tombe con celle ellittiche, tetto a volta. Tombe rettangolari con dromos a più stanze.                     |
| Pantalica II  | bronzo finale 1050-850 a.C.        | Necropoli di Cassibile e dintorni (Ddieri di Cavagrande del Cassibile e Grotta dei Briganti), Metapiccola (Lentini), Dessueri, Madonna del Piano, Ortigia e Thapsos.                                 | Ceramica con decorazione piumata, fibule con arco a gomito o a occhio. Trasformazioni, forse per la penetrazione di nuovi gruppi etnici. | |
| Pantalica III | prima età del ferro 850-730 a.C.   | Filiporto, Necropoli della Cavetta, Noto Antica, Avola Antica, Villasmundo, Ragusa Ibla, Colle San Mauro, Sito archeologico di Monte Finocchito.                                                     | Scompaiono le ceramiche ad altopiede. Permane la decorazione piumata associata adesso a solchi eseguiti col tornio. | Le tombe sono sempre a grotticella ma con una sola sepoltura.                                              |
| Pantalica IV  | seconda età del ferro 730-650 a.C. | | | Le tombe sono squadrate con tetto piano, sepolture singole e presenza di un gradino per poggiare la testa. |

### Le tombe
Nell'ambito dell'inumazione le tombe erano ipogeiche con pianta dapprima circolare e poi quadrangolare, il soffitto dapprima curvilineo poi rettilineo che probabilmente ripercorre lo schema evolutivo delle abitazioni. Le tombe sono spesso per più individui, magari con più camere che identificano una famiglia o un rango. Successivamente, nell'età del bronzo finale le tombe diventano a cella singola squadrata con tetto piano e ospitano coppie famigliari come moglie e marito o bambini, compare anche un gradino in cui poggiare la testa dei corpi. Nei siti della penisola italiana la tipologia è diversa con tombe non ipogeiche ma soprattutto per singoli individui. In questi casi si utilizzava un'urna con posizione rannicchiata e una fossa ricoperta di pietre.

### Le ceramiche

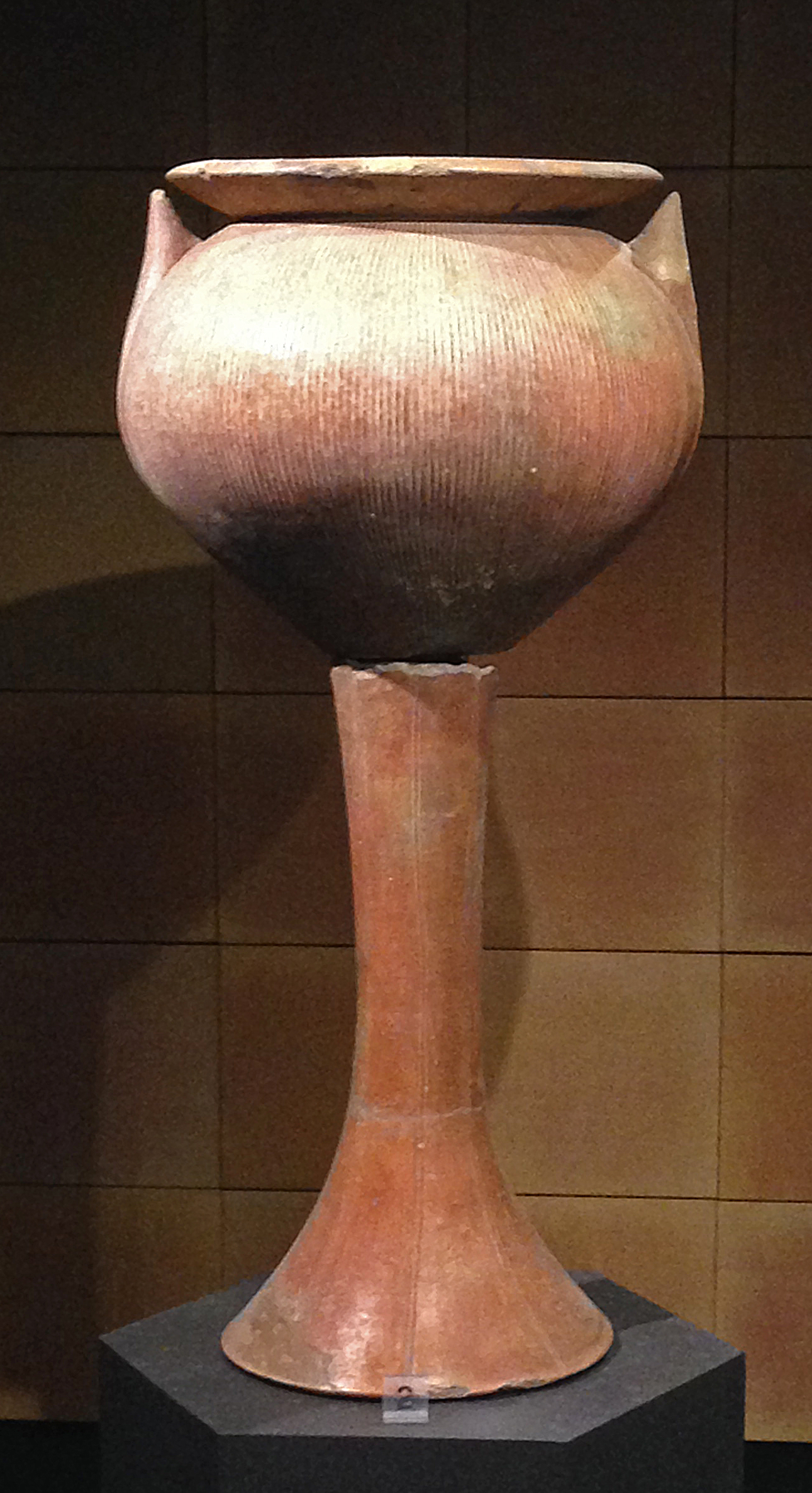
Olla globulare ad altopiede, Pantalica I

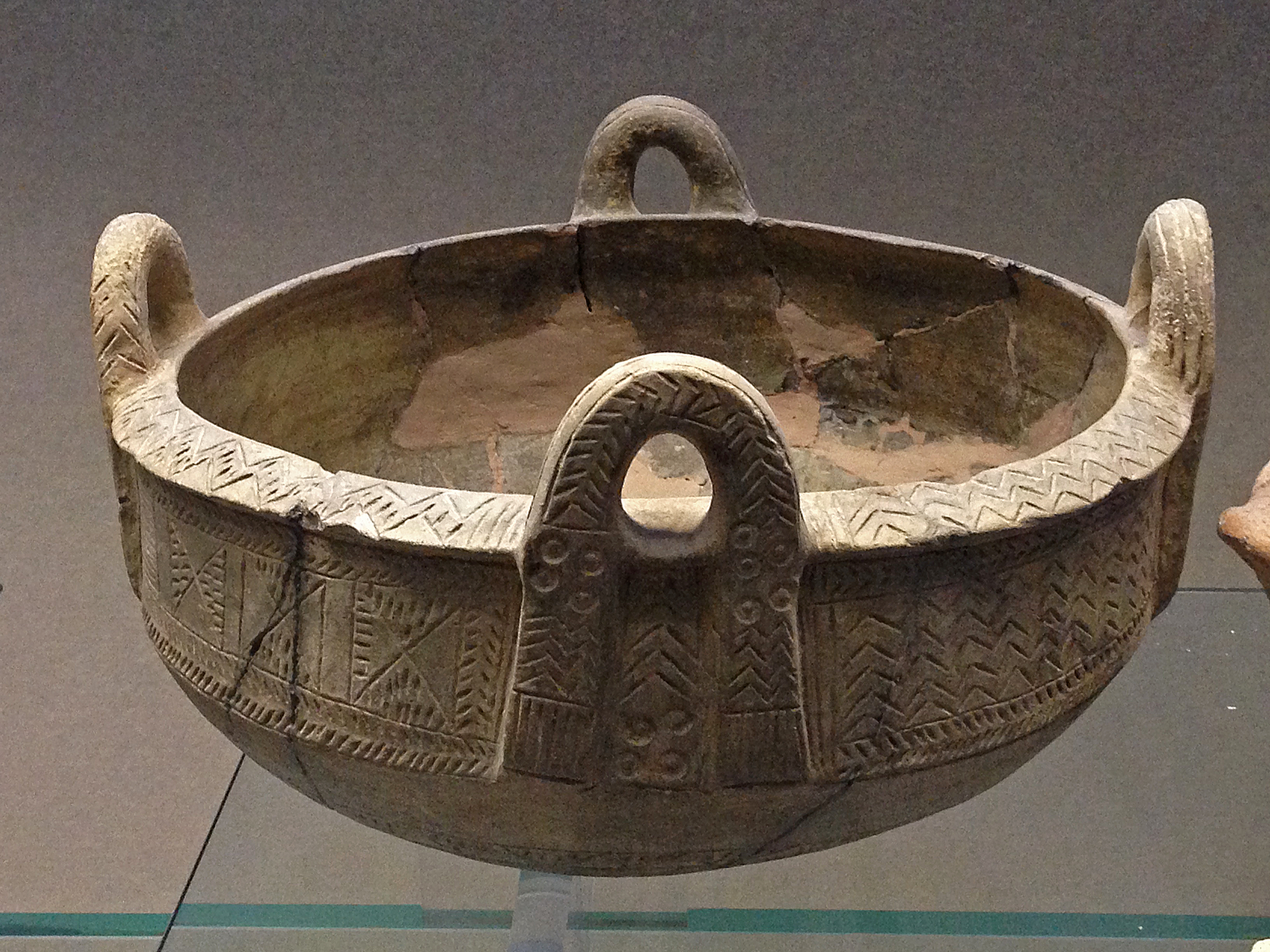
Scodellone quadriansato

Un aspetto importante è legato all'artigianato con la produzione di vasi per i diversi utilizzi. Legata alla facies Pantalica I è la ceramica monocroma rossa con righe verticali e ad alto piede. Grande novità è l'introduzione del lavoro a tornio. La facies Pantalica II modifica totalmente l'estetica, sparisce il rosso e compare il bicromo piumato, cambiano anche le forme vascolari anche se resta spesso l'altopiede. Si evidenzia un influsso fenicio nello stile. Nello stile Pantalica III l'altopiede scompare e lo stile si avvicina a quello "Ausonio". L'ultimo stile il Pantalica IV mostra i segni di un contatto greco, le ceramiche mostrano questo influsso con composizioni originali. La decorazione incisa comprende motivi geometrici fatti da gruppi di linee, triangoli con tratteggio interno e triangoli inscritti. Compare una decorazione dipinta di colore rosso o bruno, che richiama i motivi geometrici o i solchi.

### Gli oggetti quotidiani
Nello stile Pantalica I si sviluppano molti oggetti della vita quotidiana come le fibule (assenti a Thapsos) sviluppate con forma ad arco o a corda di violino. Aumenta l'uso del bronzo con la produzione di coltelli, specchi e armi. Nello stile Pantalica II le fibule assumono forme arrotondate con arco piegato a gomiti e a volte con la presenza di un occhio circolare. Lo stile Pantalica IV mostra le chiare influenze greche con le fibule rivestite di ambra e avorio, ostentando una ricchezza mai vista prima.